# David Geringas
David Geringas (lit. Dovydas Geringas) (ur. 29 lipca 1946 w Wilnie) – litewski wiolonczelista, dyrygent i pedagog. Od 1975 mieszka na stałe w Niemczech.

## Życiorys
W latach 1963–1973 studiował grę na wiolonczeli w Konserwatorium Moskiewskim, w tym 8 lat pod kierunkiem Mstisława Rostropowicza. W 1970 zdobył pierwszą nagrodę i złoty medal na Międzynarodowym Konkursie Czajkowskiego w Moskwie. Poza wiolonczelą gra także w barytonie, rzadkim instrumencie związanym z muzyką Josepha Haydna.
Jest jednym z najbardziej wszechstronnych repertuarowo współczesnych muzyków. Zarówno jako wiolonczelista, jak i dyrygent wykonuje utwory kompozytorów od okresu baroku, poprzez klasycyzmu, romantyzmu, aż po współczesnych twórców; m.in. Luigiego Boccheriniego, Jana Sebastiana Bacha, Josepha Haydna, Ludwiga van Beethovena, Franza Schuberta, Felixa Mendelssohna, Johannesa Brahmsa, Siergieja Rachmaninowa, Siergieja Prokofjewa, Dmitrija Szostakowicza. Znani współcześni kompozytorzy, tacy jak Sofija Gubajdulina, Ned Rorem, Pēteris Vasks, Erkki-Sven Tüür, Lepo Sumera dedykowali mu swoje nowe kompozycje. Wielu awangardowych kompozytorów rosyjskich i litewskich powierzało mu prawykonania swoich utworów.
Jako solista Geringas występował z czołowymi, światowymi orkiestrami, w tym z Filharmonikami Berlińskimi, Orkiestrą Gewandhaus w Lipsku, Filharmonikami Wiedeńskimi, amsterdamską Koninklijk Concertgebouworkest, Londyńską Orkiestrą Symfoniczną, Królewską Orkiestrą Filharmoniczną, Londyńską Orkiestrą Filharmoniczną, Filharmonią Nowojorską, Orkiestrą Filadelfijską, tokijską Orkiestrą Symfoniczną NHK, Orkiestrą Izraelską i wieloma innymi. Współpracował z takimi dyrygentami światowej sławy, jak Gerd Albrecht, Władimir Aszkenazi, Herbert Blomstedt, Andrzej Boreyko, Myung-Whun Chung, Charles Dutoit, Christoph Eschenbach, Walerij Giergijew, Paavo Järvi, Kiriłł Kondraszyn, Krzysztof Penderecki, Simon Rattle, Mstisław Rostropowicz, Jukka-Pekka Saraste, Michael Tilson Thomas. Regularnie występuje na koncertach muzyki kameralnej razem ze swoją żoną, pianistką Tatianą Geringas.
W 2000 Geringas objął stanowisko profesora wiolonczeli w Hochschule für Musik „Hanns Eisler” w Berlinie. Ponadto jest profesorem nadzwyczajnym w Konserwatorium Moskiewskim. W semestrze zimowym 2014/2015 był profesorem gościnnym na Uniwersytecie Południowej Kalifornii w Los Angeles i w Manhattan School of Music w Nowym Jorku. Prowadzi również kursy mistrzowskie dla obiecujących muzyków na całym świecie. Wśród jego uczniów są m.in. Sol Gabetta, Johannes Moser i Tatjana Wasiljewa.
Jako dyrygent Geringas jest aktywny od 2000, prowadząc m.in. takie orkiestry jak Islandia Symphony Orchestra, Danish National Symphony Orchestra, Tokijska Orkiestra Filharmoniczna, orkiestra Teatru Maryjskiego w Petersburgu, a także orkiestry na Łotwie, w Holandii, Chinach i Meksyku. Poza koncertami na żywo, Geringas dokonał około 50 nagrań, współpracując z wieloma wytwórniami, w tym BIS, Chandos, Erato, Philips Records, RCA i Teldec. W latach 2008–2011 nagrał osiem nowych płyt, w tym utwory na fortepian i wiolonczelę Rachmaninowa, Mendelssohna i Chopina. Nagrał też, razem z pianistą Ianem Fountainem, wszystkie utwory Beethovena na wiolonczelę i fortepian – nagranie to zdobyło nagrodę „Editor’s Choice” magazynu „Gramophone”. W październiku 2011 została wydana płyta z cyklu Bach Plus, obejmująca wszystkie suity na wiolonczelę solo J.S. Bacha oraz fragmenty utworów różnych współczesnych kompozytorów; płyta została bardzo dobrze przyjęta przez krytykę .
Jego instrumentem koncertowym jest wiolonczela G.B. Guadagniniego z 1761.
Otrzymał Krzyż Komandorski litewskiego Orderu Wielkiego Księcia Giedymina (1999). W 2006 został odznaczony Krzyżem Oficerskim Orderu Zasługi Republiki Federalnej Niemiec za swoje osiągnięcia w dziedzinie muzyki oraz reprezentację Niemiec na arenie międzynarodowej.